# Vacaciones en familia (película)
Vacaciones en familia es una película chilena de 2015 dirigida por Ricardo Carrasco Farfán (Negocio redondo, 2001). El filme narra la historia de una familia que, al no tener dinero para irse de vacaciones, y ante el arribismo sin límite de la madre, realizan un supuesto viaje al extranjero durante el mes de febrero, aunque en realidad pasan el verano encerrados en su casa.

## Sinopsis
Los Kelly son una familia de altas expectativas sociales. Juan Kelly (Julio Milostich), el padre, es descendiente directo de europeos; y Sofía Arteaga (María Izquierdo), la madre, pertenece a los rescoldos de una aristocracia ya difusa, pero siempre orgullosa de su estatus. Juan no es muy inteligente pero quiere a su familia y deja pasar ciertas cosas por su flojera y resistencia a los cambios. Las cosas no marchan como sus altas expectativas esperan. Sofía ha visto como su marido fracasa una y otra vez en los empleos que le consigue su padre, mientras su situación personal y la de sus hijos desmejoran día a día. En clave de comedia negra, esta es la historia de un veraneo muy singular, el verano en que los Kelly por no tener dinero para vacacionar, se inventaron un viaje a Brasil por todo febrero, cuando en realidad se encerraron en su casa.

## Elenco
- Julio Milostich Como Juan Kelly.
- María Izquierdo Como Sofía Arteaga.
- Maricarmen Arrigorriaga Como Susana.
- Alicia Rodríguez Como Camila Kelly.
- Felipe Herrera Como Beto Kelly.
- Sergio Hernández Como Miguel Arteaga.
- Silvia Santelices Como Luisa.
- Marcial Edwards Como Roberto.
- Gabriela Medina Como Marita.